# Pysząca (Basse-Silésie)
Pour les articles homonymes, voir Pysząca.
Pysząca est une localité polonaise de la gmina de Brzeg Dolny, située dans le powiat de Wołów en voïvodie de Basse-Silésie.